# Wervelschild

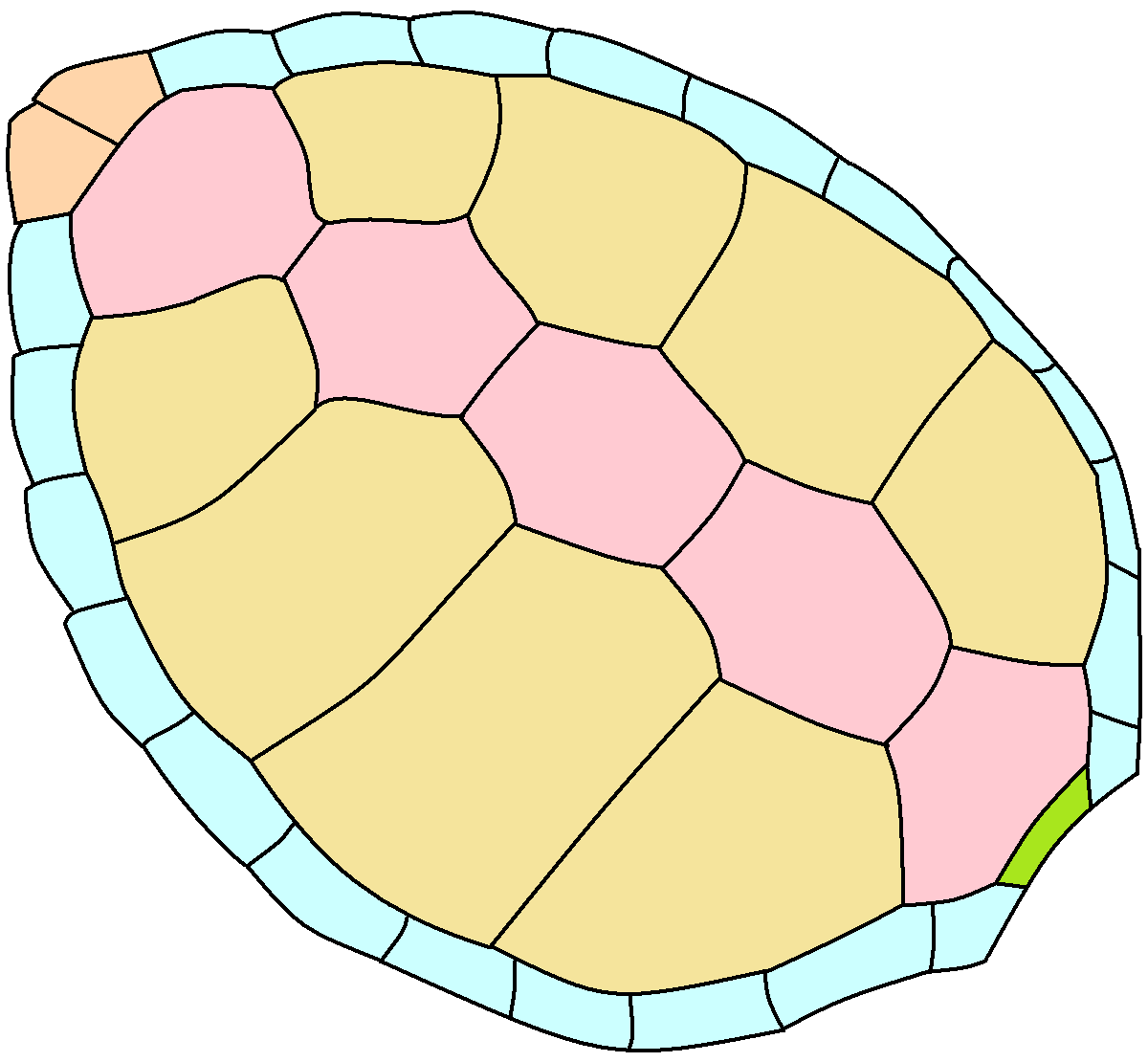
Hoornschilden van de soepschildpad

Het wervelschild, ook wel wervelplaat, vertebraal of neurale (mv:neuralia) is een van de hoornschilden aan het rugschild van een schildpad.  Het wervelschild komt meestal vier tot zes keer voor. De vorm en grootte van de wervelschilden zijn een belangrijk determinatiekenmerk en verschillen vaak per soort.
De vorm en grootte en de relatieve lengte van de wervelschilden zijn een belangrijk determinatiekenmerk en verschillen per soort. Ook kan het aantal wervelschilden variëren.
Op de afbeelding rechts zijn de wervelschilden aangegeven met een rode kleur.